# Opius pandora
Opius pandora är en stekelart som beskrevs av Fischer 1970. Opius pandora ingår i släktet Opius och familjen bracksteklar. Inga underarter finns listade i Catalogue of Life.